# Das Wort zum Sonntag
Das Wort zum Sonntag ist der Titel einer christlichen Sendereihe der ARD bzw. des deutschen Fernsehens.

## Geschichte
Das Wort zum Sonntag ist nach der Tagesschau die zweitälteste Sendung des deutschen Fernsehens. Der Erfinder der Reihe, Werner Hess, der damalige Intendant des Hessischen Rundfunks, hatte den Sendeplatz mit Bedacht gewählt: „Wir wollten auf jeden Fall nicht Sonntagvormittag nehmen als Konkurrenz zu dem örtlichen Gemeinde-Gottesdienst.“

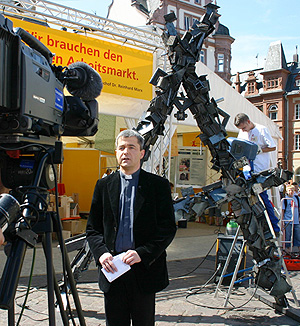
Priester Stephan Wahl spricht das Wort zum Sonntag am Rande der Veranstaltung Aktion Arbeit (2007)

Die anfangs mehr als zehnminütige und seit 1999 vierminütige Verkündigungssendung ist jeden Samstagabend im Ersten meist nach den Tagesthemen und vor dem Spätfilm zu sehen. Im Jahr 1957 wurde sie zeitweise am Sonntagabend ausgestrahlt und deswegen in Zwischen gestern und morgen umbenannt. Im Jahr 1958 wurde sie auf den alten Sendeplatz am Samstagabend zurück verlegt. Seit der ersten Ausstrahlung am 8. Mai 1954 bis zum 31. Dezember 2024 äußerten sich 324 Pfarrerinnen und Pfarrer, Priester, Theologen und Theologinnen, aber auch Laien, jeweils zu christlichen und theologischen Fragen, häufig mit Bezug zu aktuellen Themen. Bis zum 70-jährigen Jubiläum 2024 wurden über 3650 Folgen mit rund 300 Sprechern ausgestrahlt. Anfangs wurde frei und live gesprochen, so dass es die Möglichkeit gab, sehr kurzfristig auf Ereignisse oder die vorhergehende Sendung zu reagieren. Seit 1968 werden die Sendungen aufgezeichnet; oftmals nicht im Fernsehstudio, sondern auch im Freien an einem dem Thema entsprechenden Ort.

## Sprecher
Anfang 1999 wurde die Anzahl der Sprecher von 16 auf acht Personen reduziert, die jeweils im wöchentlichen Wechsel vor die Kamera treten. Ab 2025 sind die Sprecher: Wolfgang Beck (kath.), Annette Behnken (ev.), Alexander Höner (ev.), Magdalena Kiess (kath.), Conrad Krannich (ev.), Anke Prumbaum (ev.), Johanna Vering (kath.) und Benedikt Welter (kath.).

## Besonderheiten
Am 1. Mai 1954 verhinderte ein technischer Defekt, ein Kabelbruch, dass der katholische Prälat Klaus Mund aus Aachen die erste Sendung bestritt. Daher sprach am 8. Mai 1954 der evangelische Pastor Walter Dittmann aus Hamburg das erste Wort zum Sonntag mit dem Titel „Sehen und Hören“. Dieser Kabelbruch wurde von engagierten Protestanten zum Anlass genommen, „den TV-kritischen Papisten Sabotage“ vorzuwerfen.
Im Jahr 1957 verkündete mit Marion Nordmann, später Schwarze die erste Frau das Wort zum Sonntag.
In den späten 1970er Jahren wurde die Sendung erstmals zum Politikum. 1977 legte der evangelische Pfarrer Jörg Zink sein Manuskript zur Sendung beiseite und redete frei über die Entführung des Flugzeugs „Landshut“. Beim Oktoberfest-Attentat 1980, bei den Madrider Zuganschlägen oder beim Terroranschlag am Flughafen Moskau-Domodedowo taten es ihm die Kollegen gleich. Im November 1979 war es ebenfalls Zink, der die Umweltzerstörung beklagte und so angeblich der Partei der Grünen den Einzug in den Landtag Baden-Württemberg ermöglichte. Ab 1983 wurde die Sendung durch die regelmäßigen Predigten von Isa Vermehren frischer und menschlicher, ein weiterer Schritt war im Jahr 2000 die erste Livesendung von der Reeperbahn, wo die offizielle Feier des Eurovision Song Contests stattfand.
Am 25. April 1987 sprach mit Johannes Paul II. erstmals ein Papst das Wort zum Sonntag. Dies erzeugte eine Rekordeinschaltquote und galt zu dieser Zeit als politisches Symbol. Auch Papst Benedikt XVI. wandte sich am 17. September 2011 vor seiner Deutschlandreise mit dem Wort zum Sonntag an das Fernsehpublikum.
Die COVID-19-Pandemie war 2020 Anlass für die erste ökumenische Ausgabe.
Am 14. November 2024 wurde in einem Festakt in München das 70-jährige Bestehen der Reihe gefeiert.

## Rezeption
Der Moderator Jörg Thadeusz nannte die Sendung im Rahmen einer Festveranstaltung im Januar 2014 in Hamburg „vier Minuten religiöser Frontalunterricht“. Der ehemalige EKD-Ratsvorsitzende Nikolaus Schneider sieht die Sendung als einen „niedrigschwelligen Berührungspunkt mit dem Evangelium“.
Die Sendung hatte Modellfunktion für ähnliche Sendungen aus islamischer Sicht (Wort zum Freitag im Internet) sowie aus jüdischer Sicht (Gedanken zum Schabbat im Hörfunk).